# Xe trượt tuyết

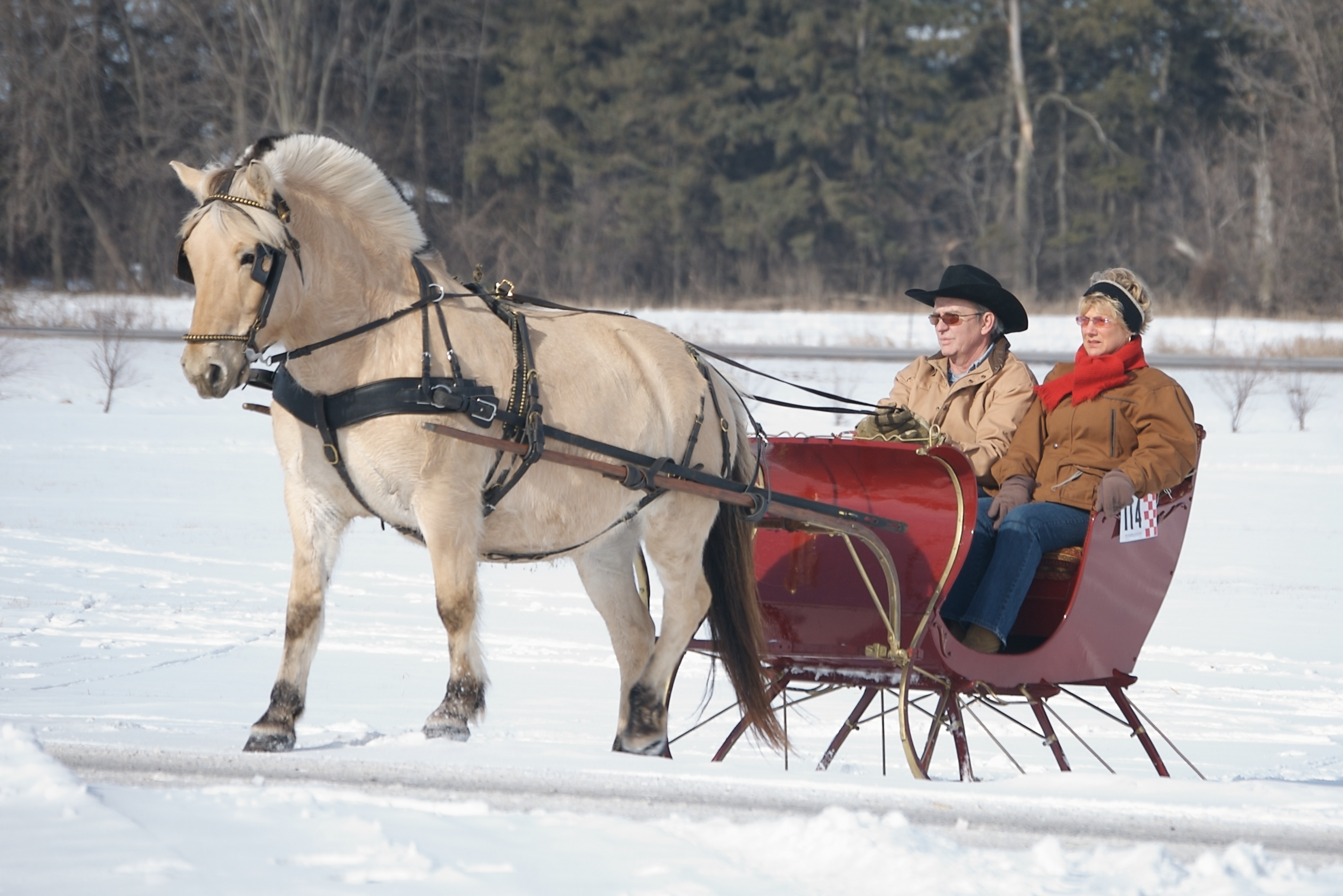
Xe trượt tuyết sức ngựa

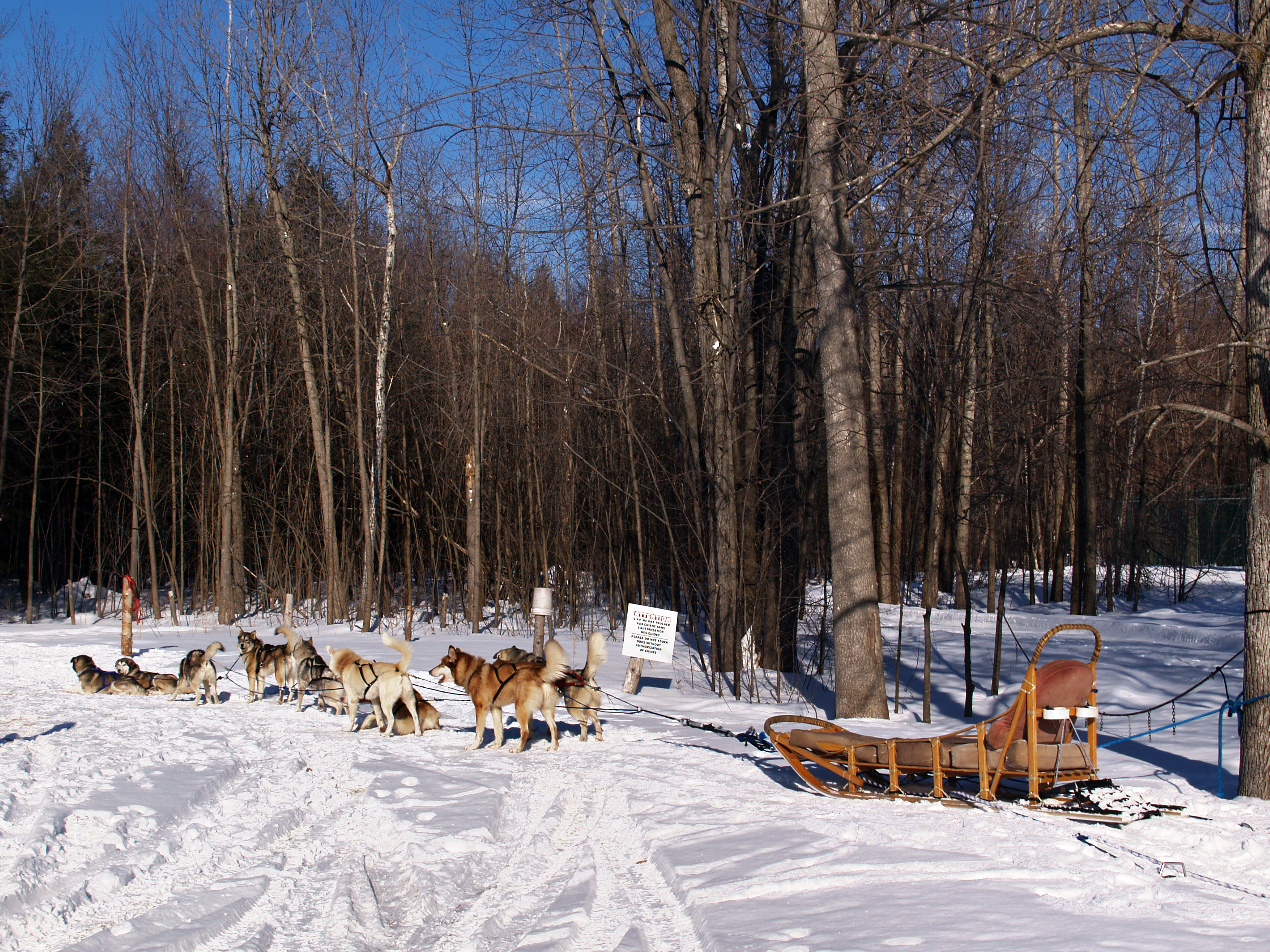
Xe trượt tuyết với chó kéo, ở Quebec, Canada

Xe trượt tuyết là loại xe di chuyển bằng hình thức trượt trên bề mặt tuyết hoặc băng. Xe này có mặt dưới trơn nhẵn hoặc gắn liền với một bộ phận rời, hẹp, cũng có bề mặt trơn nhẵn, tương tự về mặt nguyên lý với giày trượt tuyết. Điều này là nhằm giảm lực ma sát, giúp chuyên chở hàng hóa nặng.
Một số loại xe trượt tuyết được dùng chuyên chở hành khách hoặc hàng hóa trên bề mặt tương đối bằng phẳng. Một số loại khác có thiết kế đặc biệt cho thú vui trượt dốc, dành cho trẻ em đùa nghịch hoặc trong thi đấu thể thao.
Xe trượt tuyết rất hữu ích trong mùa đông, ngoài ra thì còn dùng để đi qua những cánh đồng ẩm ướt, đường bùn lầy hoặc thậm chí là để đi trên mặt đất cứng nếu trước đó đường đã được bôi dầu hoặc đổ nước làm ướt.
Xe trượt có thể dựa vào sức người hoặc sức của các động vật như tuần lộc, ngựa, la, bò hoặc chó để kéo.

## Lịch sử

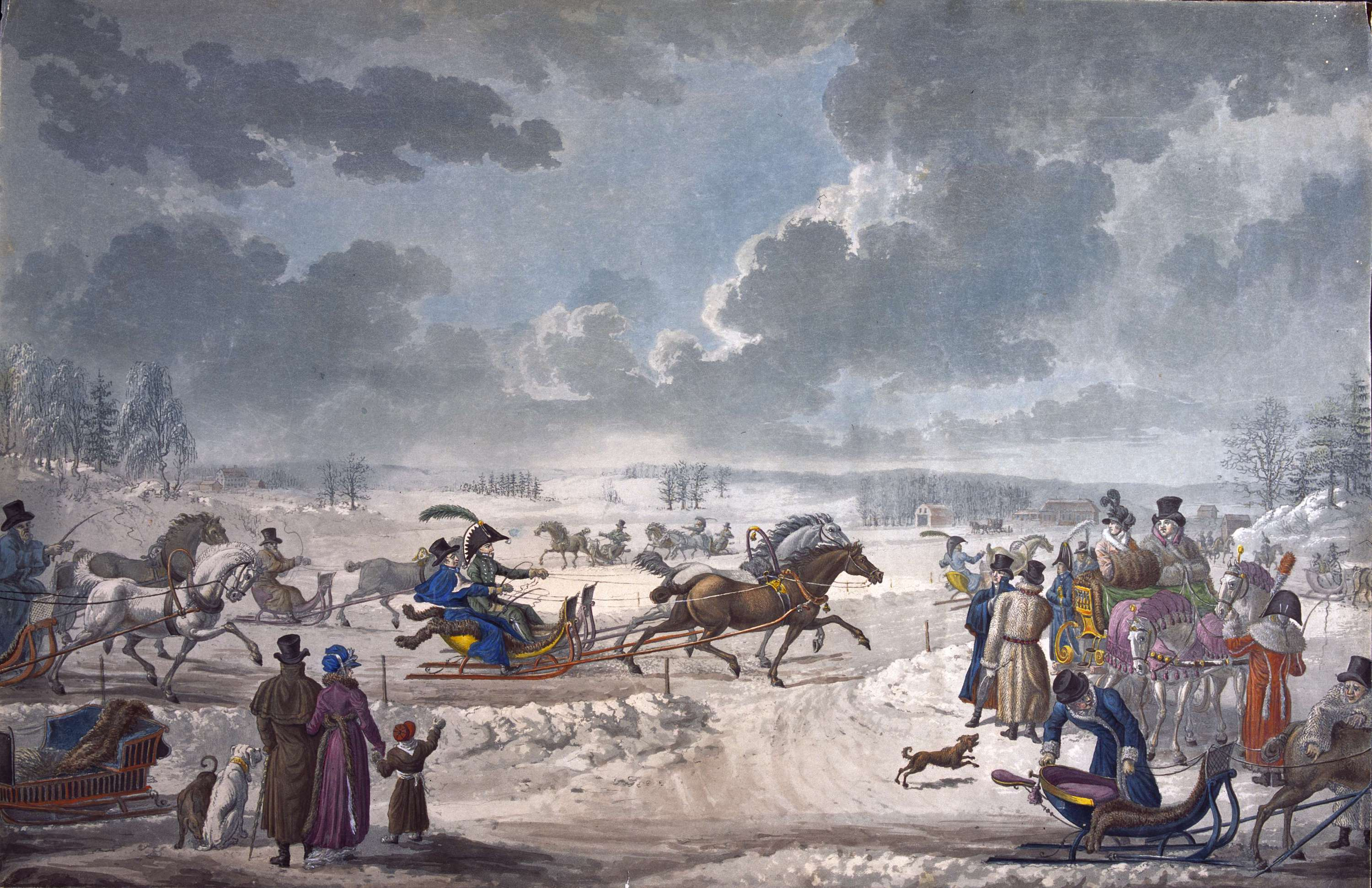
Xe trượt tuyết thường dùng để đi lại trong mùa đông ở Stockholm, Thụy Điển khoảng thập niên 1800.

Người Ai Cập cổ đại được cho là đã tận dụng tối đa xe trượt để xây dựng các công trình kỳ vĩ, chẳng hạn chở các khối obelisk nặng trên bề mặt cát. Xe trượt tuyết cũng là tài sản giá trị của người Viking.
Cho đến cuối thế kỷ 19, một chiếc vozok (xe trượt) vẫn là phương tiện đi lại tốc độ cao trên các vùng đồng bằng tuyết phủ ở vùng lãnh thổ Đế quốc Nga thuộc châu Âu và vùng Siberia. Một số xe mang ý nghĩa lịch sử nay vẫn được trưng bày ở bảo tàng Oruzhejnaja Palata tại Moskva, Nga.
Xe trượt tuyết bằng sức người là phương tiện đi lại trong các chuyến thám hiểm của người Anh đến vùng Bắc Cực và Nam Cực hồi thế kỷ 19 và 20. Các đoàn thám hiểm khác hay dùng chó để kéo xe, chẳng hạn đoàn của Roald Amundsen.